# Lista zabytków w Żebbuġ (Gozo)
To jest lista zabytków w miejscowości Żebbuġ na wyspie Gozo, Malta, które są umieszczone na liście National Inventory of the Cultural Property of the Maltese Islands.

## Lista
| Nazwa zabytku                                                 | Lokalizacja                                    | Współrzędne                                   | Nr na liście NICPMI | Zdjęcie |
| ------------------------------------------------------------- | ---------------------------------------------- | --------------------------------------------- | ------------------- | ------- |
| Nisza Wniebowzięcia                                           | Triq il-Knisja                                 | 36°04′01,0″N 14°14′05,7″E/36,066951 14,234918 | 01015               |         |
| Nisza św. Józefa                                              | Triq il-Knisja                                 | 36°04′03,7″N 14°14′05,4″E/36,067689 14,234835 | 01016               |         |
| Kościół parafialny pw. Wniebowzięcia Najświętszej Maryi Panny | Pjazza L-Assunta                               | 36°04′11,5″N 14°14′09,8″E/36,069871 14,236057 | 01017               |         |
| Nisza św. Antoniego z Padwy                                   | Triq il-Madonna taċ-Ċiċri / Sqaq Anton Mallia  | 36°04′13,8″N 14°14′09,3″E/36,070506 14,235914 | 01018               |         |
| Nisza Matki Bożej Litościwej                                  | Triq il-Madonna taċ-Ċiċri                      | 36°04′22,6″N 14°14′10,8″E/36,072956 14,236341 | 01019               |         |
| Nisza Matki Bożej z Lourdes                                   | "Welcome", Triq il-Ponta                       | 36°03′59,4″N 14°13′57,8″E/36,066507 14,232724 | 01020               |         |
| Nisza Najświętszego Serca Jezusa                              | 15 Triq Ġoma / Triq Dun Franġisk Vella         | 36°04′03,0″N 14°14′02,2″E/36,067503 14,233953 | 01021               |         |
| Nisza Wniebowzięcia                                           | Triq Santa Marija / Triq is-Salini, Marsalforn | 36°04′30,7″N 14°15′27,5″E/36,075186 14,257640 | 01022               |         |
| Kościół św. Pawła Rozbitka                                    | Pjazza San Pawl, Marsalforn                    | 36°04′17,3″N 14°15′39,4″E/36,071469 14,260940 | 01023               |         |
| Nisza Matki Bożej z Lourdes                                   | Triq ix-Xwejni, Marsalforn                     |                                               | 01024               |         |
| Bateria Qolla l-Bajda                                         | L-Qolla l-Bajda                                | 36°04′47,4″N 14°15′04,9″E/36,079832 14,251363 | 1417                |         |
| Pozostałości Qbajjar Entrenchment                             | Triq Santa Marija, Qbajjar Bay                 | 36°04′34,5″N 14°15′10,7″E/36,076241 14,252974 | 1420                |         |
| Trawers brzegowy i fugas                                      | Triq Santa Marija, Marsalforn Bay              | 36°04′20,1″N 14°15′28,8″E/36,072255 14,257994 | 1434                |         |